# ياسمينة عزيزى كتاب

ياسمينة عزيزي-كتّاب (ولدت في 25 فبراير 1966) هي رياضية جزائرية معتزلة متخصصة في السباعي.

## السيرة الذاتية
بين عامي 1988 و 2000، فازت بأربع ألقاب بطلة أفريقية، منها ثلاثة في سباق السباعية وواحدة في رمي الرمح (النموذج القديم).
فازت بالميدالية الذهبية في الألعاب الإفريقية لعام 1987.
أفضل إنجاز لها كان المركز الخامس في بطولة العالم لألعاب القوى 1991، حيث حطمت الرقم القياسي الإفريقي للسباعية برصيد 6392 نقطة.

## المسابقات الدولية
| العام         | المسابقة           | المكان           | المركز        | حدث           | ملاحظة        |
| ممثلة الجزائر | ممثلة الجزائر      | ممثلة الجزائر    | ممثلة الجزائر | ممثلة الجزائر | ممثلة الجزائر |
| ------------- | ------------------ | ---------------- | ------------- | ------------- | ------------- |
| 1985          | بطولة أفريقيا      | القاهرة، مصر     | المركز 3      | السباعي       |               |
| 1987          | ألعاب عموم أفريقيا | نيروبي، كينيا    | المركز 1      | السباعي       |               |
| 1988          | بطولة أفريقيا      | عنابة، الجزائر   | المركز 1      | السباعي       |               |
| 1988          | بطولة أفريقيا      | عنابة، الجزائر   | المركز 3      | 100 متر حواجز |               |
| 1988          | بطولة أفريقيا      | عنابة، الجزائر   | المركز 1      | رمح           |               |
| 1989          | بطولة أفريقيا      | لاغوس، نيجيريا   | المركز 1      | السباعي       |               |
| 1989          | بطولة أفريقيا      | لاغوس، نيجيريا   | المركز 3      | وثب عالي      |               |
| 1989          | بطولة أفريقيا      | لاغوس، نيجيريا   | المركز 3      | رمح           |               |
| 1991          | بطولة العالم       | طوكيو، اليابان   | المركز 5      | السباعي       |               |
| 2000          | بطولة أفريقيا      | الجزائر، الجزائر | المركز 1      | السباعي       |               |
| 2000          | الألعاب الأولمبية  | سيدني، أستراليا  | المركز 17     | السباعي       |               |

## أفضل الأرقام الشخصية
- 100 متر – 11.69 (1991)
- 200 متر – 23.38 (1992)
- 800 متر – 2:17.17 (1991)
- 100 متر حواجز – 13.02 (1992)
- القفز العالي – 1.79 (1991)
- القفز الطويل – 6.15 (1991)
- رمي الجلة – 16.16 (1995)
- رمي الرمح – 46.28 (2000)
- السباعي – 6392 (1991)

## وصلات خارجية
ياسمينة عزيزى كتاب على موقع الاتحاد الدولي لألعاب القوى (الإنجليزية)
- ياسمينة عزيزى كتاب على موقع أوليمبيديا (الإنجليزية)
- ياسمينة عزيز كتاب في الاتحاد الدولي لألعاب القوى